# Majdan (obwód iwanofrankiwski)
Majdan (ukr. Майдан) – wieś na Ukrainie w rejonie tyśmienickim obwodu iwanofrankiwskiego. Miejscowość liczy 1117 mieszkańców.
Znajduje tu się przystanek kolejowy Majdan, położony na linii Stryj – Iwano-Frankiwsk (odcinek dawnej Galicyjskiej Kolei Transwersalnej).
Wieś założona w 1668. Pod koniec XIX w. część wsi Posiecz. W II Rzeczypospolitej miejscowość należała do gminy wiejskiej Bednarów w powiecie stanisławowskim województwa stanisławowskiego. 
W latach 1943-1944 nacjonaliści ukraińscy z OUN-UPA zamordowali 15 Polaków.